# Équipe d'Espagne de hockey sur glace
Cet article traite de l'équipe masculine. Pour l'équipe féminine, voir Équipe d'Espagne féminine de hockey sur glace.
L'équipe d'Espagne de hockey sur glace est la sélection nationale de l'Espagne regroupant les meilleurs joueurs de hockey sur glace espagnols lors des compétitions internationales. L'équipe est sous la tutelle de la Fédération espagnole de hockey sur glace et elle est classée 31e au classement IIHF en 2019. 

## Résultats

### Jeux olympiques
- 1920-2006 - Ne participe pas
- 2010 - Non qualifié
- 2014 - Non qualifié
- 2018 - Non qualifié
- 2022 - Non qualifié

### Championnats du monde
L’Espagne participe pour la première fois en 1977, durant les Jeux Olympiques de 1980, 1984 et 1988 il n'y a pas eu de compétition.
- 1977 - 22e place (5e du Groupe C)
- 1978 - 23e place (6e du Groupe C)
- 1979 - 24e place (8e du Groupe C)
- 1981 - Ne participe pas
- 1982 - 23e place (7e du Groupe C)
- 1983 - 23e place (7e du Groupe C)
- 1985 - 24e place (8e du Groupe C)
- 1986 - 24e place (8e du Groupe C)
- 1987 - Ne participe pas
- 1989 - 28e place (4e du Groupe D)
- 1990 - 28e place (4e du Groupe D)
- 1991 - Ne participe pas
- 1992 - 27e place (1re du Groupe C2)
- 1993 - 29e place (5e du Groupe C)
- 1994 - 29e place (2e du Groupe C2)
- 1995 - 32e place (3e du Groupe C2)
- 1996 - 31e place (3e du Groupe D)
- 1997 - 31e place (3e du Groupe D)
- 1998 - 32e place (8e du Groupe C)
- 1999 - 33e place (1re du Groupe D)
- 2000 - 31e place (7e du Groupe C)
- 2001 - 2e de Division II, Groupe B
- 2002 - 3e de Division II, Groupe B
- 2003 - 3e de Division II, Groupe A
- 2004 - 4e de Division II, Groupe A
- 2005 - 5e de Division II, Groupe B
- 2006 - 5e de Division II, Groupe A
- 2007 - 3e de Division II, Groupe A
- 2008 - 3e de Division II, Groupe B
- 2009 - 3e de Division II, Groupe B
- 2010 - 1re de Division II, Groupe A
- 2011 - 5e de Division I, Groupe A
- 2012 - 2e de Division IIA
- 2013 - 6e de Division IIA
- 2014 - 1re de Division IIB
- 2015 - 4e de Division IIA
- 2016 - 2e de Division IIA
- 2017 - 6e de Division IIA
- 2018 - 1re de Division IIB
- 2019 - 4e de Division IIA
- 2020 - Annulé en raison du coronavirus
- 2021 - Annulé en raison du coronavirus
- 2022 - 4e de Division IIA
- 2023 - 1re de Division IIA
- 2024 - 5e de Division IB
- 2025 - 5e de Division IB

Note :  Promue ;  Reléguée

## Classement mondial
| Année     | Rang | Points | Progression |
| --------- | ---- | ------ | ----------- |
| 2003      | 34   | 1 230  |             |
| 2004      | 34   | 1 170  | ±0          |
| 2005      | 37   | 1 090  | -3          |
| Mai 2006  | 37   | 1 040  | ±0          |
| 2007      | 36   | 1 090  | +1          |
| 2008      | 36   | 1 120  | ±0          |
| 2009      | 34   | 1 165  | +2          |
| Fév. 2010 | 30   | 1 705  | +4          |
| Mai 2010  | 30   | 1 790  | ±0          |
| 2011      | 29   | 1 785  | +1          |

| Année     | Rang | Points | Progression |
| --------- | ---- | ------ | ----------- |
| 2012      | 29   | 1 665  | ±0          |
| 2013      | 30   | 1 445  | -1          |
| Fév. 2014 | 29   | 1 910  | +1          |
| Mai 2014  | 30   | 1 810  | -1          |
| 2015      | 31   | 1 645  | -1          |
| 2016      | 30   | 1 550  | +1          |
| 2017      | 31   | 1 375  | -1          |
| Fev. 2018 | 31   | 1 745  | ±0          |
| Mai 2018  | 31   | 1 700  | ±0          |
| 2019      | 31   | 1 585  | ±0          |

## Équipe des moins de 20 ans

### Championnats du monde junior
L'Espagne participe au Championnat du monde junior en 1984, bien que la première compétition date de 1977. 
- 1984 - 4e du Groupe C
- 1985 - 6e du Groupe C
- 1986 - Ne participe pas
- 1987 - 5e du Groupe C
- 1988 - 5e du Groupe C
- 1989-1991 - Ne participe pas
- 1992 - 4e du Groupe C
- 1993 - 7e du Groupe C
- 1994 - 7e du Groupe C
- 1995 - 5e du Groupe C1
- 1996 - 8e du Groupe C
- 1997 - 4e du Groupe D
- 1998 - 4e du Groupe D
- 1999 - 4e du Groupe D
- 2000 - 4e du Groupe D
- 2001 - 2e de Division III
- 2002 - 2e de Division III
- 2003 - 4e de Division II, Groupe B
- 2004 - 4e de Division II, Groupe A
- 2005 - 4e de Division II, Groupe B
- 2006 - 4e de Division II, Groupe A
- 2007 - 4e de Division II, Groupe A
- 2008 - 4e de Division II, Groupe B
- 2009 - 5e de Division II, Groupe B
- 2010 - 2e de Division II, Groupe A
- 2011 - 3e de Division II, Groupe A
- 2012 - 4e de Division IIA
- 2013 - 6e de Division IIA
- 2014 - 2e de Division IIB
- 2015 - 2e de Division IIB
- 2016 - 2e de Division IIB
- 2017 - 2e de Division IIB
- 2018 - 1re de Division IIB
- 2019 - 5e de Division IIA
- 2020 - 5e de Division IIA
- 2021 - Annulé en raison du coronavirus
- 2022 - 4e de Division IIA
- 2023 - 4e de Division IIA

## Équipe des moins de 18 ans

### Championnats du monde moins de 18 ans
L'équipe des moins de 18 ans participe dès la première édition, en groupe élite.
- 1999 - 1er de Division II Europe
- 2000 - 8e de Division I Europe
- 2001 - 3e de Division III
- 2002 - 3e de Division III
- 2003 - 5e de Division II, Groupe A
- 2004 - 4e de Division II, Groupe A
- 2005 - 4e de Division II, Groupe A
- 2006 - 6e de Division II, Groupe A
- 2007 - 1er de Division III
- 2008 - 5e de Division II, Groupe B
- 2009 - 5e de Division II, Groupe A
- 2010 - 3e de Division II, Groupe B
- 2011 - 4e de Division II, Groupe B
- 2012 - 3e de Division IIB
- 2013 - 2e de Division IIB
- 2014 - 2e de Division IIB
- 2015 - 2e de Division IIB
- 2016 - 2e de Division IIB
- 2017 - 2e de Division IIB
- 2018 - 1er de Division IIB
- 2019 - 6e de Division IIA
- 2020 - Annulé en raison du coronavirus
- 2021 - Annulé en raison du coronavirus
- 2022 - 2e de Division IIB
- 2023 -